# 以戰養戰

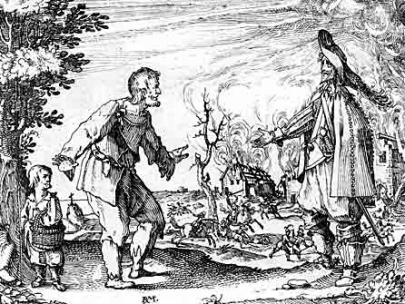
當代畫作，一位平民在三十年戰爭中哀求雇傭兵放過。

以戰養戰是一個军事思想，指利用被占领地區的资源支撐军队。故此，每當實行，軍隊所到之處常常發生饑荒。
這個概念最初由古罗马政治家老加图構想，在三十年戰爭（1618–1648）中常被提起和實踐。
類似的思想在《孫子兵法》中也有提及：“善用兵者，役不再籍，糧不三載；取用於國，因糧於敵，故軍食可足也。”，大意為：善於用兵的人，不再向國内徵兵，糧草也不多次轉運；向國內征取一次之後，就從敵人那裡求得補給。所以，軍隊的糧草供應就充足了。

## 含義

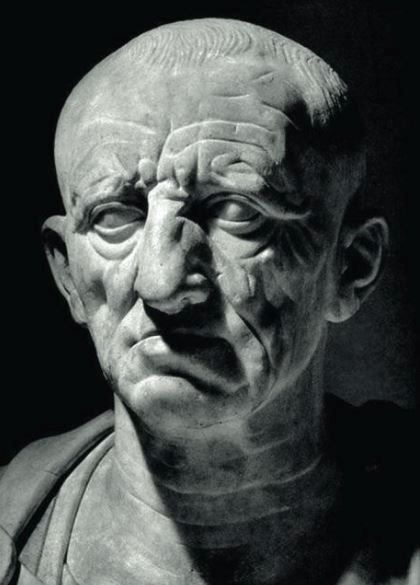
加圖 像

以戰養戰原文為 bellim se ipsum alet，該表述出現於 蒂托·李维的羅馬史（李維）第三十四卷,9,12中，當時老加圖在公元前195年出征伊比利亞半島，但拒絕為軍隊購買更多物資，轉而劫掠伊比利亞地區。
三十年战争時期，「以戰養戰」這一句变得十分流行。德國文學家弗里德里希·席勒在自己的半历史歌剧《瓦伦斯坦》中， 安排角色阿爾布雷希特·馮·華倫斯坦将军在与其他指挥官的对话中插入「以戰養戰」(Der Krieg ernährt den Krieg)一詞 

## 戰略應用

### 三十年战争
在三十年战争之前，根據神圣罗马帝国法律，當帝国陷入戰爭時，可徵收戰爭稅以維持軍隊所需。 但是，大型军队所需的资金超过了税收中获得的收入，迫使帝國必須采取飲鴆止渴的手段以維持軍費。例如舉債和贬值货币。 在三十年战争期間，以戰養戰的應用可以分爲兩個階段。在初期，被占領的領土僅為駐扎在當地的軍隊提供糧食。但隨著戰事發展，士兵的軍餉也開始由占領地負擔。 

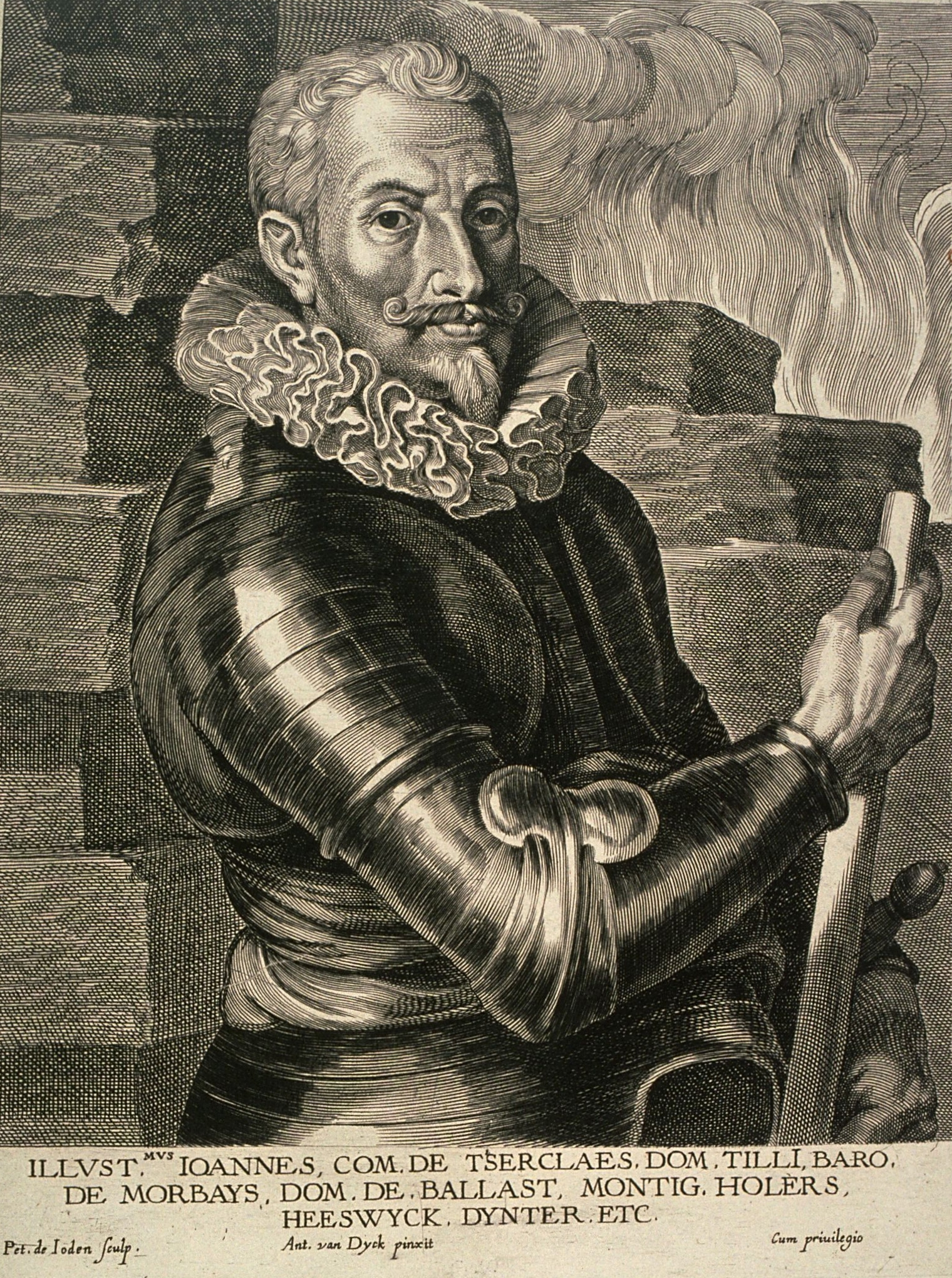
笛李（Tilly ）於1623年率先在敵人領土使用以戰養戰

1623年，上撒克逊圓桌議會在其自己的领土上实行以戰養戰，同時由天主教联盟军团司令提利伯爵约翰·特塞克拉雷斯在被占领的敌方领土上实行掠奪。 上撒克逊圓桌議會已经筹集了一支防御性军队，并将其分散在其领土上。 其被劃分爲“納貢區”(Kontributionsbezirke，英：District of Contribution) ，每个区必须为士兵和马匹提供一定量的物資。 軍隊驻扎在百姓的房子里，而他們必須為軍隊提供食住，更需要支付「服務金」（德：Servisgeld 、英：Service Gold），士兵被允許購買一定數量的柴和鹽。
這些措施是圓桌議會自願實施的，並由地方當局在會議的要求下實行。 相比之下，蒂利在同年征服的赫斯菲爾德地區所要求繳納的納貢多得離譜，且以軍事手段强徵。
1625 年，阿爾布雷希特·馮·華倫斯坦 曾向神聖羅馬帝國皇帝斐迪南二世 承諾會組建一支軍隊並親自為其提供資金。 斐迪南允許華倫斯坦開發被佔領土；但警告，不得在斐迪南軍隊不在場時劫掠。  然而，這一警告被忽視， 軍隊完全靠居民上貢和戰利品供養和作戰。故此，所有參加戰爭的軍隊都採用了以戰養戰的軍事戰略。
受影響的領土因此被毀。戰爭導致許多德國地區在 18 世紀之前負債。

### 第二次世界大戰
1941，德國入侵蘇聯期間，從占領區所運回德國的資源少於納粹政府所預期的數量，究其原因是蘇聯計劃經濟所造成的物資短缺，再加上戰爭所造成的破壞所導致。爲了防止德國本土和德軍陷入糧食和物資短缺，赫爾曼．戈林對德佔蘇聯的居民實行物資限制。 誠然，戈林對限制當地物資的措施之後果瞭然於心。早在1941年9月就已經提前預示了在占領區將發生「自三十年戰爭後最大的饑荒」。而在1942年，他也明確表明納粹德國的戰略方針即爲以戰養戰